# Passandra waterhousei
Passandra waterhousei is een keversoort uit de familie Passandridae. De wetenschappelijke naam van de soort is voor het eerst geldig gepubliceerd in 1885 door Grouvelle.